# قاضي زاده الرومي
قاضي زاده الرومي (توفي نحو 840 هـ/ 1436 م) هو عالم بالرياضيات والفلك والحكمة وكان يعمل في مرصد سمرقند.
هو موسى بن محمد بن القاصي محمود الرومي، صلاح الدين المعروف بقاضي زاده موسى چلبي. من آثاره «شرح التذكرة» و «شرح أشكال التأسيس للسمرقندي».
جنبا إلى جنب مع أولوغ بك، الكاشي، وعدد قليل من الفلكيين الآخرين صنعوا زيج سلطاني en أول كتالوج ممتاز شامل منذ زيج ايلخاني لمرصد مراغة في وقت سابق بقرنين من الزمان. زيج سلطاني تضمنت مراكز 992 نجم.